# 埃爾普利山
46°42′38.9″N 9°49′32.6″E / 46.710806°N 9.825722°E

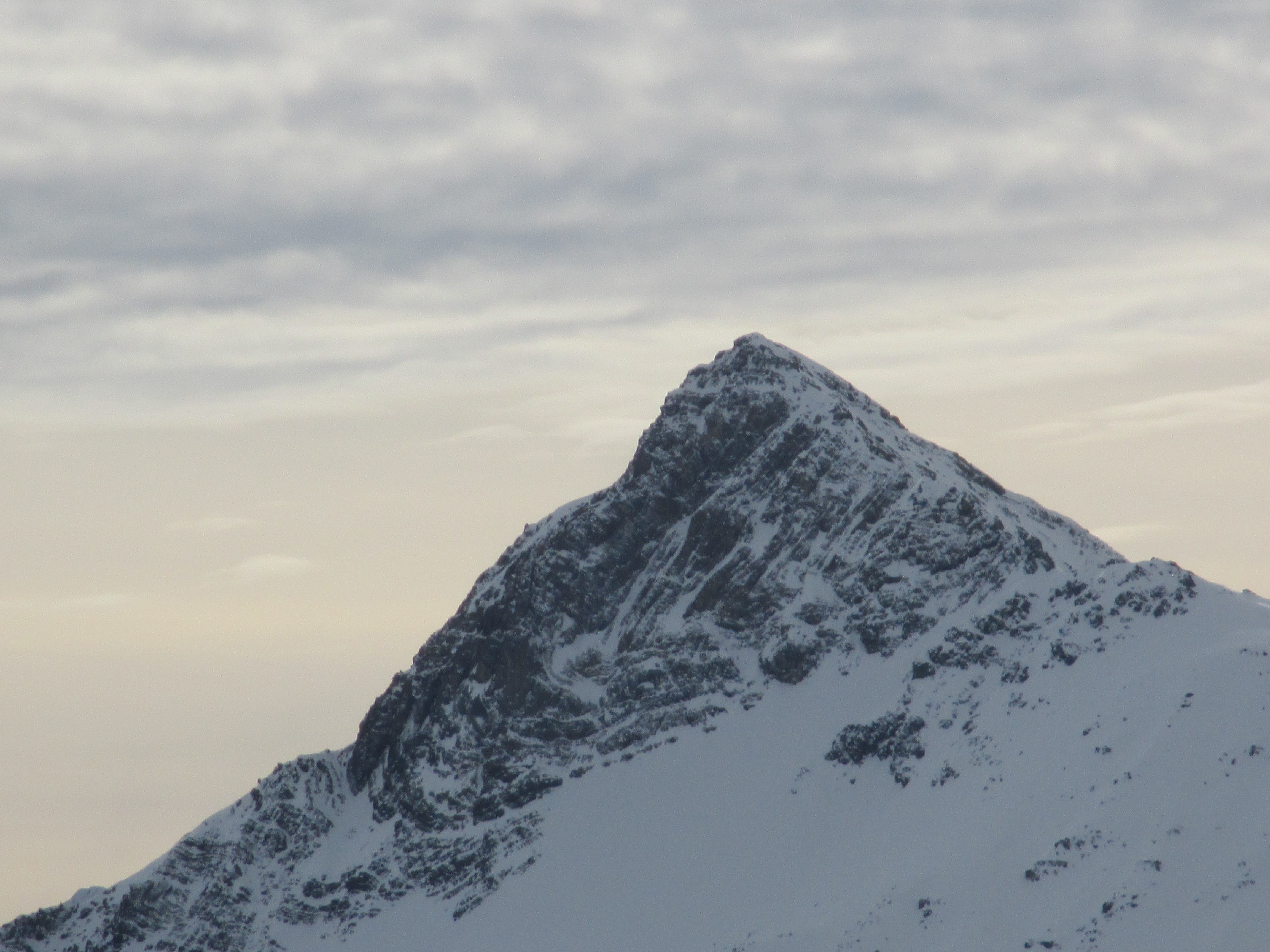

埃爾普利山（Älplihorn），是瑞士的山峰，位於該國東南部，由格勞賓登州負責管轄，屬於阿爾布拉山脈的一部分，海拔高度3,006米，每年平均降雨量1,729毫米。